# چشماگل
چشماگل چشمه آب گرم معدنی استان گیلان می باشدکه برای درمان جوش‌های صورت و بدن مناسب است.

## موقعیت
این چشمه در روستای طالم سه‌شنبه و در جنوب شرقی رشت، در ۱۲ کیلومتری جاده رشت-قزوین قرار دارد.

## محیط اطراف
زمین‌های اطراف چشمه از رس و دیواره‌ها از ماسه‌سنگ تشکیل شده‌است.